# Bulevar del Crimen
El «bulevar del Crimen» (boulevard du Crime) era, en el siglo XIX, el sobrenombre del Boulevard du Temple de París, debido a los numerosos crímenes que se representaban en los melodramas de sus teatros.

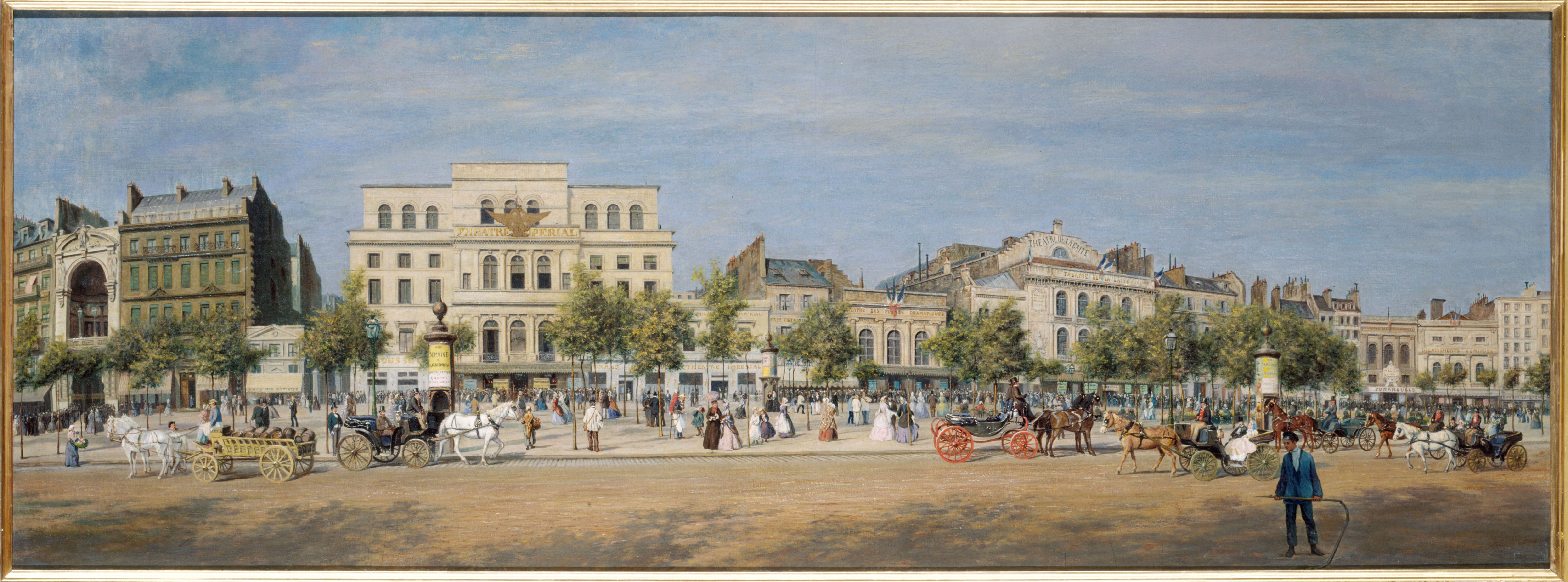
El boulevard du Temple en una pintura de 1862.

## Los teatros del bulevar
Los teatros del « boulevard du Crime » eran el Théâtre-Lyrique, el théâtre de l'Ambigu, el Cirque-Olympique, el Folies-Dramatiques, el Théâtre de la Gaîté, el Théâtre des Funambules, el Théâtre des Délassements-Comiques, el Théâtre des Associés, el Théâtre des Pygmées y el Petit-Lazari. En este bulevar había también numerosos cabarés y cafés concierto.
Casi todos estos teatros estaban en la parte este del bulevar y fueron demolidos en 1862, debido a la reorganización de París por el barón Haussmann. Sólo el Folies-Mayer permaneció en pie por estar situado en la otra acera.

## En la cultura popular
- Le boulevard du Crime es el marco donde se desarrolla la acción de la película de 1945 Les Enfants du paradis, de Marcel Carné.